# Frank Morley
Frank Morley (ur. 9 września 1860, zm. 17 października 1937) – angielski matematyk, znany głównie z badań z algebry i geometrii. Wśród jego dokonań było odkrycie twierdzenia trysekcji Morleya w geometrii euklidesowej.

## Życiorys
Morley urodził się w miasteczku Woodbridge w Suffolk w Anglii. Jego rodzice Elizabeth Muskett i Joseph Roberts Morley byli kwakrami prowadzącymi sklep z chińską porcelaną. Morley otrzymał tytuł doktorski Uniwersytetu Cambridge i przeniósł się do Pensylwanii w 1887 r. Uczył w Haverford College do 1900 r., kiedy został kierownikiem działu matematyki w Johns Hopkins University. Był przewodniczącym Amerykańskiego Towarzystwa Matematycznego od 1919 r. do 1920 r. oraz edytorem American Journal of Mathematics od 1900 r. do 1921 roku.
Był dobrym szachistą, wśród jego pokonanych byli m.in. mistrz świata Emanuel Lasker oraz Henry Bird.
Zmarł w Baltimore w Maryland w Stanach Zjednoczonych.
Jego synowie to: powieściopisarz Christopher Morley, zwycięzca nagrody Pulitzera, Felix Morley oraz matematyk Frank Vigor Morley.